# Mesquitela (Celorico da Beira)
Mesquitela é uma povoação portuguesa sede da Freguesia de Mesquitela do Município de Celorico da Beira, freguesia com 17,01 km² de área e 203 habitantes (censo de 2021), tendo, por isso, uma densidade populacional de 11,9 hab./km².
Foi vila e sede de concelho entre 1664 e o início do século XIX, quando foi integrada no entretanto extinto concelho de Linhares. O concelho de Mesquitela era constituído por uma freguesia e tinha, em 1801, 1 010 habitantes.

## Demografia
A população registada nos censos foi:
| Distribuição da População por Grupos Etários | Distribuição da População por Grupos Etários | Distribuição da População por Grupos Etários | Distribuição da População por Grupos Etários | Distribuição da População por Grupos Etários |
| -------------------------------------------- | -------------------------------------------- | -------------------------------------------- | -------------------------------------------- | -------------------------------------------- |
| Ano                                          | 0-14 Anos                                    | 15-24 Anos                                   | 25-64 Anos                                   | > 65 Anos                                    |
| 2001                                         | 28                                           | 33                                           | 131                                          | 116                                          |
| 2011                                         | 27                                           | 23                                           | 103                                          | 85                                           |
| 2021                                         | 20                                           | 20                                           | 88                                           | 75                                           |

## Património
- Igreja de Nossa Senhora do Rosário
- Capela da Senhora das Dores
- Capela da Senhora das Preces
- Capela de São João
- Capela de São Sebastião
- Capela da Senhora das Necessidades